# (27712) Coudray
(27712) Coudray est un astéroïde de la ceinture principale.

## Description
(27712) Coudray est un astéroïde de la ceinture principale. Il fut découvert le 3 novembre 1988 à Tautenburg par Freimut Börngen. Il présente une orbite caractérisée par un demi-grand axe de 2,19 UA, une excentricité de 0,18 et une inclinaison de 3,1° par rapport à l'écliptique.

## Compléments